# تان‌لوی (تین‌بیئن)
قصبه تان‌لوی  (به ویتنامی: Xã Tân Lợi) یک قصبه در ویتنام است که در تابعیت شهرک تین‌بیئن، در استان آن‌جانگ می‌باشد.